# 真情あふるる軽薄さ
『真情あふるる軽薄さ』（しんじょうあふるるけいはくさ）は清水邦夫作の舞台作品。蜷川幸雄の演出で、1969年、アートシアター新宿文化で上演された。
なお、2001年にシアターコクーンで「真情あふるる軽薄さ2001」が上演された。

## 背景
劇団青俳を脱退した蜷川幸雄、岡田英次、石橋蓮司、蟹江敬三、真山知子（蜷川夫人）らは、現代人劇場を旗上げし、1969年9月、本作を上演した。ふだんは遅筆の清水が、2日間飲まず食わずで一気に書き上げたという。
学園紛争が終息しつつある時期で、若者の反権力的な志向と政治的挫折感の中で熱狂的に迎えられ、伝説的な舞台になった（と言われる）。これ以降、清水脚本、蜷川演出のコンビによる公演が続く。

## あらすじ
舞台に行列ができている。何かの切符を買うための行列らしい。
毛糸編機のケースを背負った酔っぱらいの青年が現れ、行列の人々に挑発的な言葉を浴びせかけ、小競り合いが起きる。
1人の若い女性が青年の言動を面白がり、共感する態度を示す。また、中年男が親しげに話しかけるが、青年は「あんたなんて知らない」と突っぱねる。青年が行列の人々に突き倒されると、中年男は青年をかばう。
その後も3人の掛け合いが続くが、そのうちに行列の人々も遊び始める。青年が毛糸編機のケースからマシンガンを取り出し、打ちまくると、行列の人々は倒れて死んだふりをする。
やがて、倒れていた中年男が起き上がり、合図を出すと、盾と棍棒を持った「整理員」たちが現れる。青年は棍棒で叩きのめされ、マシンガンで撃たれた女性がその上に折り重なる。中年男は「行列を乱すな!乱す奴は容赦なくたたき殺せ!」と叫ぶ。

## キャスト
1969年
蟹江敬三、真山知子、岡田英次 他
2001年
鶴田真由、髙橋洋、古田新太 他

## 文献
- 扇田昭彦『日本の現代演劇』（岩波新書、1995年）